# Antillothrix bernensis
La scimmia di Hispaniola (Antillothrix bernensis Rímoli, 1977) è una specie estinta di primate platirrino della famiglia dei Pitecidi.
Come intuibile dal nome comune, questa specie era endemica dell'isola di Hispaniola. Si sa che l'animale esisteva ancora quando i primi europei misero piede sull'isola nel 1492: tuttavia, la data dell'estinzione è ancora incerta, così come le cause della stessa, anche se è assai probabile che ci sia un legame abbastanza stretto con l'arrivo degli europei sull'isola. In generale, si ritiene che questa specie si sia estinta durante il XVI secolo.
Inizialmente, questi animali venivano considerati come facenti parte di un gruppo monofiletico a sé stante, in seguito piazzato in seno alla  sottofamiglia dei Callicebinae, col rango di tribù ed il nome complessivo di Xenotrichini: utilizzando il criterio della massima parsimonia, tale classificazione può andare bene, ma recentemente, con l'utilizzo delle nuove tecniche di sequenziamento del DNA mitocondriale, è stata messa in evidenza una parentela della tribù anche con le scimmie notturne del genere Aotus.
I primi studiosi che ebbero a che fare con resti di questi animali pensarono si trattasse di scimmie dei generi Cebus o Saimiri, addirittura classificando la specie come Saimiri bernensis: in effetti, gli scheletri di questi animali presentano alcune analogie, in termini strutturali e di dimensioni, con quelli dei Cebidi. Tuttavia tale somiglianza è solo superficiale e dovuta al fenomeno della convergenza evolutiva.